# U-352 (tàu ngầm Đức)
U-352 là một tàu ngầm tấn công  Lớp Type VII thuộc phân lớp Type VIIC được Hải quân Đức Quốc Xã chế tạo trong Chiến tranh Thế giới thứ hai. Nhập biên chế năm 1941, nó chỉ thực hiện được hai chuyến tuần tra và chưa đánh chìm được mục tiêu nào, trước khi bị tàu cutter Icarus thuộc lực lượng Tuần duyên Hoa Kỳ thả mìn sâu đánh chìm về phía Nam Morehead, North Carolina vào ngày 9 tháng 5, 1942.

## Thiết kế và chế tạo

### Thiết kế

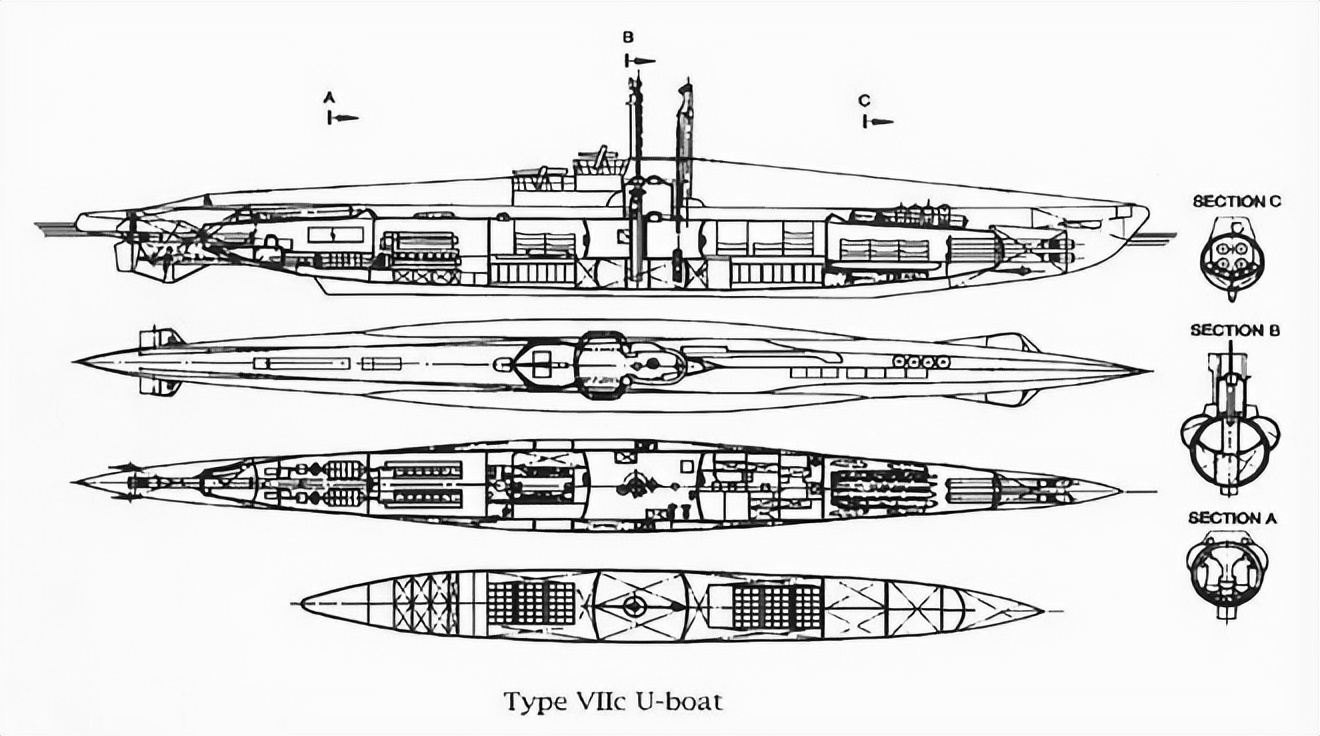
Sơ đồ các mặt cắt một tàu ngầm Type VIIC

Phân lớp VIIC của Tàu ngầm Type VII là một phiên bản VIIB được kéo dài thêm. Chúng có trọng lượng choán nước 769 t (757 tấn Anh) khi nổi và 871 t (857 tấn Anh) khi lặn). Con tàu có chiều dài chung 67,10 m (220 ft 2 in), lớp vỏ trong chịu áp lực dài 50,50 m (165 ft 8 in), mạn tàu rộng 6,20 m (20 ft 4 in), chiều cao 9,60 m (31 ft 6 in) và mớn nước 4,74 m (15 ft 7 in).
Chúng trang bị hai động cơ diesel Germaniawerft F46 siêu tăng áp 6-xy lanh 4 thì, tổng công suất 2.800–3.200 PS (2.100–2.400 kW; 2.800–3.200 bhp), dẫn động hai trục chân vịt đường kính 1,23 m (4,0 ft), cho phép đạt tốc độ tối đa 17,7 kn (32,8 km/h), và tầm hoạt động tối đa 8.500 nmi (15.700 km) khi đi tốc độ đường trường 10 kn (19 km/h). Khi đi ngầm dưới nước, chúng sử dụng hai động cơ/máy phát điện AEG GU 460/8-276 tổng công suất 750 PS (550 kW; 740 shp). Tốc độ tối đa khi lặn là 7,6 kn (14,1 km/h), và tầm hoạt động 80 nmi (150 km) ở tốc độ 4 kn (7,4 km/h). Con tàu có khả năng lặn sâu đến 230 m (750 ft).
Vũ khí trang bị có năm ống phóng ngư lôi 53,3 cm (21 in), bao gồm bốn ống trước mũi và một ống phía đuôi, và mang theo tổng cộng 14 quả ngư lôi, hoặc tối đa 22 quả thủy lôi TMA, hoặc 33 quả TMB. Tàu ngầm Type VIIC bố trí một hải pháo 8,8 cm SK C/35 cùng một pháo phòng không 2 cm (0,79 in) trên boong tàu. Thủy thủ đoàn bao gồm 4 sĩ quan và 40-56 thủy thủ.

### Chế tạo
U-352 được đặt hàng vào ngày 9 tháng 10, 1939, và được đặt lườn tại xưởng tàu của hãng Flensburger Schiffbau-Gesellschaft ở Flensburg vào ngày 11 tháng 3, 1940. Nó được hạ thủy vào ngày 7 tháng 5, 1941, và nhập biên chế cùng Hải quân Đức Quốc Xã vào ngày 28 tháng 8, 1941 dưới quyền chỉ huy của Hạm trưởng, Đại úy Hải quân Hellmut Rathke.

## Lịch sử hoạt động
Sau khi hoàn tất việc huấn luyện và chạy thử máy trong thành phần Chi hạm đội U-boat 3, U-343 sẵn sàng để hoạt động trên tuyến đầu từ ngày 1 tháng 1, 1942.

### Chuyến tuần tra thứ nhất
Sau khi chuyển căn cứ hoạt động từ cảng Kiel, Đức sang cảng Bergen, Na Uy vào giữa tháng 1, 1942, U-352 xuất phát từ cảng này vào ngày 20 tháng 1 cho chuyến tuần tra đầu tiên trong chiến tranh. Nó tiến ra Bắc Hải, rồi băng qua khe GIUK giữa quần đảo Faroe và Iceland để hoạt động tại vùng biển Bắc Đại Tây Dương về phía Nam Iceland. Chiếc tàu ngầm không đánh chìm được mục tiêu nào, nên kết thúc chuyến tuần tra và đi đến cảng St. Nazaire bên bờ Đại Tây Dương của Pháp đã bị Đức chiếm đóng, đến nơi vào ngày 26 tháng 2.

### Chuyến tuần tra thứ hai - Bị mất
U-352 khởi hành từ St. Nazaire vào ngày 7 tháng 4 cho chuyến tuần tra thứ hai, cũng là chuyến cuối cùng, và băng qua suốt Đại Tây Dương để hoạt động dọc theo vùng bờ Đông Hoa Kỳ. Tại đây vào ngày 9 tháng 5, nó bị tàu cutter Icarus thuộc lực lượng Tuần duyên Hoa Kỳ thả mìn sâu tấn công ở vị trí về phía Nam Morehead, North Carolina. U-352 bị đánh chìm tại tọa độ 34°13′42″B 76°33′53″T / 34,22833°B 76,56472°T, Mười lăm người trong số thành viên thủy thủ đoàn của U-352 đã tử trận, nhưng 33 người khác sống sót được cứu vớt và bị bắt làm tù binh chiến tranh.

### "Bầy sói" tham gia
U-352 từng tham gia bầy sói:
- Hecht (27 tháng 1 – 4 tháng 2, 1942)

## Khám phá xác tàu đắm

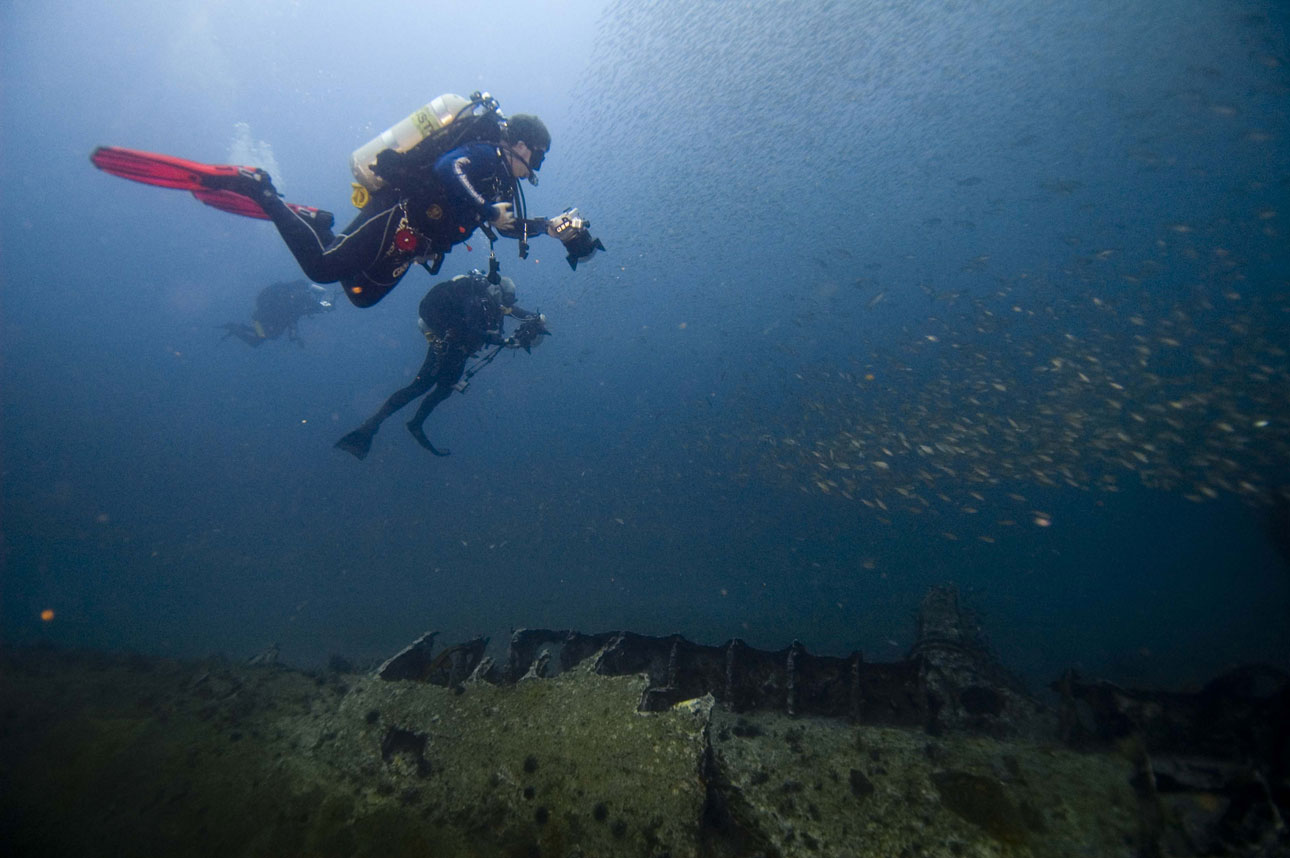
Khảo sát xác tàu đắm của U-352 vào năm 2008.

Xác tàu đắm của U-352, ở vị trí cách 26 mi (42 km) về phía Nam thành phố Morehead, được khám phá bởi George Purifoy vào năm 1975. Nó nằm ở độ sâu khoảng 115 ft (35 m), nghiêng 45 độ sang mạn phải, và những mảnh vỡ phân tán trong phạm vi 100 m (330 ft) trên nền cát. Xác tàu đắm đã trở thành một dãi san hô nhân tạo, và được công nhận là một Địa danh Lịch sử Quốc gia từ năm 2015.